# Calonectris
Calonectris és un gènere d'ocells marins de la família dels procel·làrids (Procellariidae). Aquestes baldrigues habiten a l'Atlàntic i al Pacífic Occidental. El gènere va ser introduït l'any 1915 pels ornitòlegs Gregory Mathews i Tom Iredale amb la Baldriga ratllada com a espècie tipus.

## Taxonomia
Segons la classificació del Congrés Ornitològic Internacional (versió 7.2, 2017) aquest gènere està format per 4 espècies:
- Calonectris borealis - Baldriga cendrosa atlàntica
- Calonectris diomedea - Baldriga cendrosa mediterrània.
- Calonectris edwardsii - Baldriga de Cap Verd.
- Calonectris leucomelas - Baldriga ratllada.